# L'Année du volcan
 (août 2016).
Si vous disposez d'ouvrages ou d'articles de référence ou si vous connaissez des sites web de qualité traitant du thème abordé ici, merci de compléter l'article en donnant les références utiles à sa vérifiabilité et en les liant à la section « Notes et références ».
L'Année du volcan est un roman policier historique de Jean-François Parot publié en 2013.

## Résumé
Au matin du 8 juin 1783, l'énorme éruption du volcan Laki en Islande est la cause de nombreux bouleversements climatiques. Les catastrophes naturelles se multiplient en France, causent des famines et vident les coffres du royaume. 
Dans ce climat d'incertitudes, le cadavre du vicomte de Trabard est découvert, piétiné par un cheval. La reine Marie-Antoinette convoque le commissaire Nicolas Le Floch pour qu'il fasse toute la lumière sur ce qui paraît être un assassinat commandé, mais aussi pour éclaircir les liens de la victime avec le monde de la finance. En effet, le vicomte, en essuyant une énorme dette de jeu de la Reine, l'a révélé à une organisation de faux-monnayeurs, dont les ficelles seraient tirées depuis l'Angleterre par deux aventuriers et intrigants notoires : le comte de Cagliostro et la comtesse de la Motte. 
Étranger au milieu de la finance, le commissaire Le Floch devra se rendre à Londres pour mener à bien ses investigations et contrer des criminels de haut vol.